# Ema Brabcová
Ema Brabcová (* 1. srpna 1981 v Praze) je česká zpěvačka projektu LUNO, bývalá členka skupiny Roe-Deer. V letech 2002 až 2008, a následně od ledna 2017, členkou kapely Khoiba.
Začínala jako vokalistka v kapele Hookers. Poté zpívala ve skupině Roe-Deer, s nimiž vydala alba Evereforever a Aquaparty. V roli hostující zpěvačky se objevila v nahrávkách skupin 100°C, Selfbrush a na projektu Crushing Bliss od Romana Holého a Ondřeje Brouska. Se skupinou Khoiba vydala alba Nice Traps a Mellow Drama.
Dne 5. května 2008 Ema opustila skupinu Khoiba.
Hostovala na prvním albu skupiny Sunflower Caravan a příležitostně s nimi i vystupuje.
Na konci roku 2010 se Ema vrací na scénu s vlastním projektem LUNO, se kterým vydala eponymní album LUNO 2010. Křest nového alba proběhl 21. prosince 2010 v pražském Rock Cafe. Dne 14. ledna 2017 ohlásila skupina Khoiba návrat na scénu ve složení Ema Brabcová a Filip Míšek.

## Diskografie

### S Roe-Deer
- 2001: Everforever
- 2003: Aquaparty

### S Khoibou
- 2004: Nice Traps
- 2007: Mellow Drama

### Se Sunflower Caravan
- 2009: Sunflower Caravan

### S LUNO
- 2010: LUNO
- 2011: Litato (Love Is the Answer to All) EP
- 2012: Zeroth
- 2014: Lifecycles EP
- 2015: Close To Silence